# إلدن رينغ نايترين
إلدن رينغ نايترين (بالإنجليزية: Elden Ring Nightreign)، هي لعبة فيديو يابانية من نوع حركة تقمص الأدوار، وهي من تطوير فروم سوفتوير، ومن نشر بانداي نامكو إنترتينمنت، وهي محتوى إضافي منفصل عن اللعبة الأصلية، سيتم إصدار اللعبة في المتاجر الإلكترونية بتاريخ 30 مايو 2025، وستعمل اللعبة على المنصات التالية: إكس بوكس ون وإكس بوكس سيريس إكس/إس وبلاي ستيشن 4 وبلاي ستيشن 5، حيث تدعم اللعبة اللغة العربية.